# Maxtor

Logotipo da Maxtor.

Maxtor Corporation foi (até Dezembro de 2005) a terceira maior fabricante de discos rígidos para 
computadores, antes de ser comprada pela Seagate, líder no mercado mundial de discos rígidos, em 2006. Sua sede localizava-se em Milpitas, Califórnia.
A empresa fabricava dispositivos de armazenamento, em especial discos rígidos (HD).
Famosa por fabricar discos rígidos de boa qualidade e preço acessível, entrou em choque direto com a Quantum e Western Digital forçando-as a reavaliarem suas posições estratégicas em relação ao mercado de computadores pessoais no início dos anos 90.
Foi uma das pioneiras na guerra de preços, que tornou possível a muitos a aquisição de um computador pessoal.